# إدوارد دالتون ميرشنت
إدوارد دالتون ميرشنت (بالإنجليزية: Edward Dalton Marchant) هو رسام أمريكي، ولد في 1806 في إدغارتاون في الولايات المتحدة، وتوفي في 1887 في اسبيري بارك في الولايات المتحدة.